# 田辺若男
田辺 若男（たなべ わかお、本名は富蔵、男性、1889年（明治22年）5月28日 - 1966年（昭和46年）7月30日）は日本の俳優、詩人。

## 略歴
新潟県刈羽郡生まれ。東京俳優学校卒業。鉄道駅員から新派の木下吉之助門下生となり、川上音二郎一座、新社会劇団、新時代劇協会、土曜劇場を経て、大正2年、島村抱月らの芸術座の創立に参加。以後、新芸術座、新国劇、第2次芸術座、築地座、文学座、瑞穂劇団などの俳優を務めた。大正13年、「市民座」主宰。
歌作・詩作にはげみ、1924年（大正13年）に詩集「自然児の出発」を刊行。
1924年（大正13年）3月、小柳京二の紹介で林芙美子と知り合う。当時、「市民座」主宰中で、本郷初音町に住んでいたが、二人は田端で同棲生活を開始。6月、田辺の相手役の女優が愛人と知られ、林芙美子との同棲を解消。
この頃、田辺は、本郷区肴町にあった南天堂書房２階の喫茶店（レストラン南天堂）に出入りし、萩原恭二郎、壺井繁治、岡本潤、高橋新吉、小野十三郎、神戸雄一、辻潤、野村吉哉、友谷静栄、平林たい子ら、アナーキスト詩人たちと親交を図る。こうした詩人と林芙美子を出合わせた。
田辺と林芙美子の関係は、林芙美子「放浪記」「文学的自叙伝」などに描かれている。
戦後は「新日本歌人」同人となる。

## 作品
- 詩「現実」「鎖」「新潟の夕暮」『日本プロレタリア全集・38　プロレタリア詩集（一）』新日本出版社、1987年、ISBN 4-406-01512-4。OCLC　所収

## 著作
- 詩集『自然児の出発』抒情詩社　1924年[5]
- 自伝『俳優　舞台生活五十年』春秋社　1960年[6]